# Molgula simplex
Molgula simplex is een zakpijpensoort uit de familie van de Molgulidae. De wetenschappelijke naam van de soort is voor het eerst geldig gepubliceerd in 1870 door Alder & Hancock.